# Spitalul de Psihiatrie Poiana Mare
Spitalul de Psihiatrie Poiana Mare este un spital din Poiana Mare, județul Dolj.
Spitalul a fost mereu în vizorul publicului, înainte de 1989 fiind folosit pentru internarea pacienților care nu împărtășeau viziunea Partidului Comunist Român.

## Controverse
În februarie 2004, Centrul de Resurse Juridice (CRJ), organizație neguvernamentală care militează pentru protecția drepturilor omului și promovarea statului de drept, a adresat un urgent apel la mobilizarea autorităților române, în vederea remedierii situației tragice din Spitalul de Psihiatrie Poiana Mare, unde 17 oameni au murit de foame și frig de la începutul anului 2004, iar alți 84 au decedat din cauze similare pe parcursul anului 2003.
Directoarea Florina Pesa a fost demisă de fostul ministru al Sănătății, Ovidiu Brânzan, după vizita acestuia la spital.
În iunie 2005, Eugen Nicolăescu, ministrul culturii de atunci, a anunțat închiderea spitalul de psihiatrie Poiana Mare.
A fost deschisă o anchetă, dar în anul 2005, procurorul desemnat, Ilie Botoș, a decis să închidă ancheta.
La puțin timp după, Amnesty International saluta inițiativa procurorilor de a o relua, dar ancheta nu s-a terminat nici în 2010.
În decembrie 2009, Centrul de Resurse Juridice (CRJ) și Interights au înaintat Curții Europene a Drepturilor Omului (CEDO) de la Strasbourg o plângere în numele a cinci pacienți decedați la Spitalul de Psihiatrie Poiana Mare, în perioada ianuarie-februarie 2004.
Pe 17 iulie 2014, CEDO a condamnat România în cazul tânărului de 19 ani, Valentin Câmpeanu, care a murit în 2004 la Spitalul de Psihiatrie Poiana Mare.
CEDO a stabilit ca statul să plătească 10.000 de euro către Centrul de Resurse Juridice și 25.000 de euro către organizația Interights.

## Legături externe
- Site web